# Людмила Чешская
Свята́я му́ченица Людми́ла, княгиня Чешская (чеш. Svatá Ludmila; ок. 860 — 15 сентября 921, городище Тетин, Чехия) — жена чешского князя Борживоя I, воспитательница князя Вацлава Святого и регент при нём. Первая покровительница Чешского государства.

## Биография
Людмила, согласно христианской легенде, — дочь князя пшован Славибора. Жена Борживоя I, первого христианского князя Чехии. Людмила и Борживой были крещены около 871 года епископом Мефодием в Велеграде, при дворе князя Святополка (874—885). После возвращения совместно правили более семи лет.
Так как многие чехи были недовольны политикой христианизации, проводимой Борживоем I, в 883 или в 884 году против князя поднялось восстание. Борживой бежал к князю Святополку I Моравскому и вскоре с его помощью подавил восстание. В честь победы он построил в своей столице церковь Святой Девы Марии. Когда через несколько лет Борживой умер, его земли перешли под непосредственную власть князя Святополка I, однако, после его смерти в 894 году, князем чехов стал старший сын Борживоя, Спытигнев I, который скончался в 915 году.
Правление принял следующий сын, Вратислав I, женатый на Драгомире, номинальной христианке, поддерживающей языческие традиции. Вратислав скончался, оставив наследником восьмилетнего сына Вацлава (Венцеслава, Вячеслава). Вацлав был воспитан святой Людмилой в духе христианства, тогда как его брат Болеслав, воспитанный матерью, вырос в традициях язычества.
После смерти Вратислава Людмила продолжала оказывать влияние на внука. Она действовала как регент, поддерживая Вацлава. По наущению невестки Драгомиры двое убийц, принадлежавшие к языческой знати, в ночь с 15 на 16 сентября 921 года ворвались в покои Людмилы и задушили её. Предположительно, в качестве орудия убийства была использована вуаль княгини, которая впоследствии стала её символом. Людмила, погибшая в возрасте около 60 лет, стала мученицей и была причислена к лику святых в 1143—1144 годах.
В 925 году молодой чешский правитель Вацлав распорядился перенести останки Людмилы из Тетина в Прагу, в базилику Святого Георгия Победоносца (чеш. Svatý Jiří, Святой Йиржи) на Пражском граде, где они покоятся и по сей день. Голова святой Людмилы покоится в реликварии римо-католического кафедрального собора Святого Вита, рядом с головой её внука, также канонизированного Православной церковью святого Вацлава (Вячеслава).
Людмила почитается как святая покровительница Чехии, является также покровительницей бабушек, матерей и христианских учителей. День её празднования — 16 сентября, в этот день на территории Пражского града проводится праздничная месса. В тех Поместных православных церквях, где используется старый стиль, день памяти святой Людмилы приходится на 29 сентября по новому стилю.

## Семья
- Отец: Славибор (Slavibor), князь Пшовский.
- Мать: неизвестна.
- Муж: Борживой I (умер не позднее 894), князь Чехии.
- Дети:	
Спытигнев I (умер в 915), князь Чехии
Вратислав I (умер в 921) князь Чехии; женат на Драгомире Стодорской

## Почитание в Русской православной церкви
А. А. Кочубинский отмечал, что русские во времена князя Владимира Святославича почитали чешских святых Вячеслава и Людмилу.

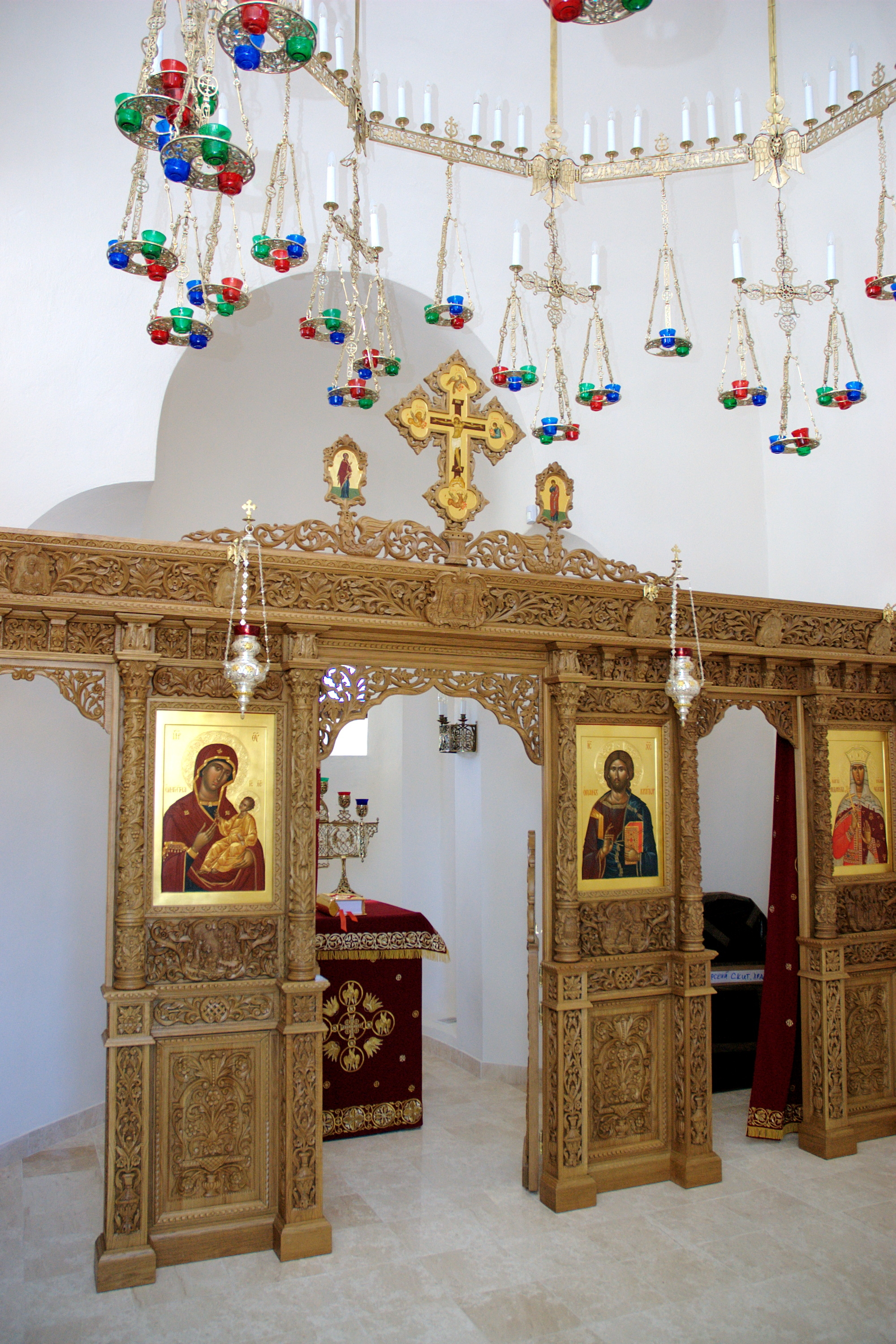
Церковь в честь св. Людмилы на Валааме (Владимирский скит)

Память святой мученице Людмиле в Русской православной церкви совершается 16 (29) сентября. Это имя носят многие российские женщины (см. Людмила).